# Children of Paradise – The Greatest Hits of Boney M. – Vol. 2
Children of Paradise — The Greatest Hits of Boney M. — Vol. 2 (с англ. — «Дети рая — величайшие хиты Boney M. — часть 2») — сборник лучших хитов еврокарибской диско-группы Boney M., выпущенный в июне 1981 года на лейбле Hansa Records.

## История
До 1980 года все песни Boney M. исполнялись членами группы Лиз Митчелл и Марсией Баррет вместе с Фрэнком Фарианом. В 1980 году Фариан нанял вокальную группу La Mama (Кетти Бартни, Патриция Шокли и Мэдли Дэвис) в качестве бэк-вокалисток для первого альбома Прешес Уилсон. Но так как Фариан также использовал их для демонстрации, их вокалы содержались в финальном миксе на некоторых записях 1980-х годов. Сингл «Gadda-Da-Vida» был единственным треком, на котором были представлены только La Mama и Фрэнк Фариан на всех вокалах. Слухи о прохладных отношениях в тот период между Фарианом и группой указывают на то, что Фариан хотел показать группе, что он может сделать запись Boney M. без их помощи. Фариан пробовал сделать то же самое с «Felicidad», но звукозаписывающая компания в конечном итоге отказалась выпустить его, поэтому для записи была вызвана Лиз Митчелл.

## Список песен
| №  | Название                                                   | Автор(ы)                 | Длительность |
| -- | ---------------------------------------------------------- | ------------------------ | ------------ |
| 1. | «Felicidad»                                                | Conz, Massara            | 4:31         |
| 2. | «Painter Man» (оригинальная альбомная версия)              | Phillips, Pickett        | 3:10         |
| 3. | «Heart of Gold» (оригинальная альбомная версия)            | Neil Young               | 4:00         |
| 4. | «Love for Sale» (оригинальная альбомная версия)            | Cole Porter              | 4:47         |
| 5. | «A Woman Can Change A Man» (оригинальная альбомная версия) | Frank Farian, Fred Jay   | 3:33         |
| 6. | «No Woman, No Cry» (оригинальная альбомная версия)         | Vincent Ford, Bob Marley | 4:59         |
| 7. | «Baby Do You Wanna Bump» (оригинальная альбомная версия)   | Zambi (Frank Farian)     | 6:53         |

| №  | Название                                           | Автор(ы)                        | Длительность |
| -- | -------------------------------------------------- | ------------------------------- | ------------ |
| 1. | «Children of Paradise»                             | Farian, Jay, Reyam              | 4:23         |
| 2. | «Oceans Of Fantasy» (Final (edited) album version) | Kawohl, Zill, Jay               | 5:05         |
| 3. | «Still I'm Sad» (оригинальная альбомная версия)    | Jim McCarty, Paul Samwell-Smith | 4:34         |
| 4. | «Gadda-Da-Vida»                                    | Doug Ingle                      | 4:58         |
| 5. | «Strange»                                          | Bobby Dobson                    | 3:18         |
| 6. | «Motherless Child» (оригинальная альбомная версия) | Frank Farian, Liz Mitchell      | 4:58         |
| 7. | «Dancing in the Streets»                           | Farian                          | 3:43         |